# Lynn Martin (Drehbuchautorin)
Lynn Martin (geboren in Washington, D.C., USA) ist eine US-amerikanische Autorin von Seifenopern. Sie ist Absolventin der Georgetown University und der Columbia University.

## Positionen
Another World
- Drehbuchautorin (1998–1999)

As the World Turns
- Drehbuchautorin (1999–2005)

The City
- Drehbuchautorin (1996–1997)

Port Charles
- Script Writer (1997–1998)

## Auszeichnungen
Daytime Emmy Award
- Nominierung 2006 in der Kategorie Bestes Drehbuch (“Best Writing”) für As the World Turns
- Auszeichnung 2005 in der Kategorie Bestes Drehbuch (“Best Writing”) für As the World Turns
- Auszeichnung 2004 in der Kategorie Bestes Drehbuch (“Best Writing”) für As the World Turns
- Nominierung 2003 in der Kategorie Bestes Drehbuch (“Best Writing”) für As the World Turns
- Auszeichnung 2002 in der Kategorie Bestes Drehbuch (“Best Writing”) für As the World Turns
- Auszeichnung 2001 in der Kategorie Bestes Drehbuch (“Best Writing”) für As the World Turns
- Nominierung 2000 in der Kategorie Bestes Drehbuch (“Best Writing”) für As the World Turns

Writers Guild of America Award
- Nominierung 2005 in der Kategorie Bestes Drehbuch (“Best Writing”) für As the World Turns
- Auszeichnung 2020 in der Kategorie Bestes Drehbuch (“Best Writing”) für The Young and The Restless